# Континентальні відклади
Континента́льні ві́дклади (рос. континентальные отложения, англ. continental deposits, нім. Kontinentalablagerungen f pl, kontinentale Ablagerungen f pl) — геологічні відклади, що утворилися внаслідок процесів вивітрювання, перевідкладення та нагромадження гірських порід. 
До них належать алювій, делювій, пролювій, еолові відклади, льодовикові відклади та відклади озер і боліт.